# Margaret Skinnider
 (octobre 2024).
Margaret Frances Skinnider (28 mai 1892 - 10 octobre 1971) est une révolutionnaire et féministe née à Coatbridge, en Écosse. Elle combat pendant l'insurrection de Pâques de 1916 à Dublin en tant que tireuse d'élite, entre autres rôles, et est la seule femme blessée au cours de l'action. En tant qu'éclaireuse, elle est louée pour sa bravoure. Sadhbh Walshe, dans le New York Times, la décrit comme « l'institutrice devenue tireuse d'élite ».

## Jeunesse
Margaret Frances Skinnider est née en 1892 de parents irlandais dans la ville de Coatbridge, dans le Lanarkshire. Elle suit une formation de professeur de mathématiques et rejoint Cumann na mBan à Glasgow. Elle participe également au mouvement pour le droit de vote des femmes, notamment lors d'une manifestation à la prison de Perth,. Ironiquement, elle a appris à tirer dans un club de tir qui a été créé à l'origine pour que les femmes puissent aider à la défense de l'Empire britannique.
Au cours de ses voyages en Irlande, Skinnider subit l'influence de Constance Markievicz et devient active dans la contrebande de détonateurs et de matériel de fabrication de bombes à Dublin (dans son chapeau) en prévision de l'insurrection de Pâques de 1916. Avec Madeleine ffrench-Mullen (en), elle passe du temps dans les collines autour de Dublin à tester de la dynamite.
Lorsque Markievicz montre à Skinnider « la partie la plus pauvre de Dublin », elle écrit : « Je ne crois pas qu'il y ait un endroit pire au monde. » La rue est « un creux rempli d'égouts et d'ordures », et le bâtiment « aussi plein de trous que s'il avait été sous des tirs d'obus ».

## L'insurrection de Pâques

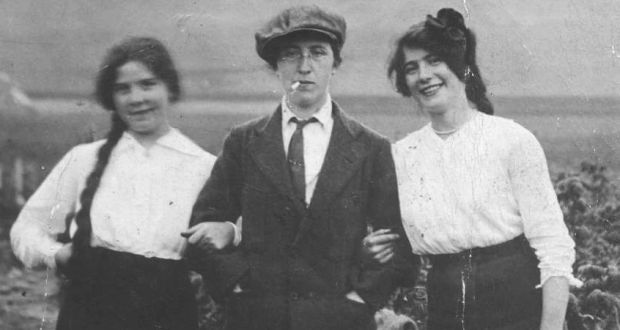
Margaret Skinnider est vue ici au centre de cette photographie, en vêtements d'homme.

Bien que membre du Cumann na mBan, Skinnider est rattachée à l'Armée citoyenne irlandaise pendant le soulèvement. Opérant alternativement comme éclaireuse, messagère (souvent habillée en garçon) et tireuse d'élite, Skinnider prend part à l'action contre l'armée britannique à la garnison du College of Surgeons et de St. Stephen's Green sous le commandement du général Michael Mallin (en) et Markievicz. Quatre hommes se trouvent sous son commandement. Skinnider est apparemment une excellente tireuse d'élite.
Elle est grièvement blessée lorsqu'elle est touchée de trois balles alors qu'elle tente de brûler des maisons sur Harcourt Street pour tenter de couper la retraite des soldats britanniques qui ont installé un poste de mitrailleuses sur le toit de l'église de l'université. Elle est soignée pour ses blessures par Nora O'Daly (en) et Madeleine ffrench-Mullen (en), qui lui prodigue les premiers soins dans la garnison du Collège des chirurgiens.
Skinnider est gravement blessée pendant l'insurrection de Pâques, recevant trois balles, l'une d'elles manquant sa colonne vertébrale d'à peine un quart de pouce. L'un des combattants à ses côtés, Fred Ryan, âgé de 17 ans, est tué. Gisante dans la rue, mourante, elle est transportée par ses camarades rebelles au Collège des chirurgiens, où elle est gardée jusqu'à ce que l'ordre de se rendre arrive, après quoi elle est transférée à l'hôpital St Vincent de l'autre côté du Green. Pendant les deux semaines suivantes, Skinnider souffre terriblement ; les balles étaient des balles dum-dum, qui se dilatent après avoir pénétré dans le corps. Ses blessures sont traitées avec du sublimé corrosif, mais on en utilise trop et, par conséquent, ils enlèvent toute la peau de son dos et de son côté. En plus de cela, elle doit lutter contre une fièvre et une pneumonie.
Pendant que tout cela se passe, ses parents sont informés par erreur que Skinnider a été tuée ou paralysée. William Partridge, l'homme qui lui a sauvé la vie, pense à tort qu'elle est morte de ses blessures après l'avoir quittée, et il prie pour elle chaque soir en prison. L'affaire n'est éclaircie que lorsque Nora et Ina Connolly viennent lui rendre visite à l'hôpital.

Après plusieurs semaines d'hospitalisation, elle réussit à échapper à ses gardes avant d'obtenir un permis de voyage du château de Dublin qui lui permet de retourner en Écosse. Durant cette période, elle rend visite à certains des prisonniers rebelles détenus à la prison de Reading en Angleterre.

Skinnider telle qu'elle apparaît dans Doing my bit for Ireland.

## Guerre d'indépendance et guerre civile
Skinnider retourne à Dublin plus tard cette année-là avant de fuir aux États-Unis par crainte d'être internée. Pendant son séjour en Amérique, elle collecte des fonds pour la cause républicaine et donne des conférences avec d'autres femmes qui ont combattu lors de l'insurrection de Pâques. Skinnider écrit et publie également son autobiographie à New York – Doing my Bit for Ireland. Skinnider retourne plus tard en Irlande et occupe un poste d'enseignante à Dublin en 1917. Pendant la guerre d'indépendance irlandaise, elle est arrêtée et emprisonnée. Au cours de la guerre civile irlandaise, elle participe à la bataille des Quatre Cours où elle sert de messagère aux commandants anti-traité. Après la mort de Harry Boland, elle devient plus tard trésorière générale de l'armée républicaine irlandaise jusqu'à son arrestation lors de la fête de la Saint-Étienne en 1922 et sa détention à North Dublin Union, accusée d'avoir traité un revolver et des munitions. Là, elle devient directrice de la formation des prisonniers. Elle reste emprisonnée jusqu'en novembre 1923, six mois après la fin de la guerre civile. Elle retourne à Dublin et commence à travailler au syndicat des travailleurs d'Irlande de Jim Larkin.
En 1925, Skinnider demande une pension de blessée en raison de son implication dans l'insurrection de Pâques. Cependant, elle est renvoyée au motif qu'elle est une femme (même si le fait qu'elle ait combattu du côté des opposants au traité pendant la guerre civile est également retenu contre elle). Elle ne reçoit sa pension qu'en 1938, après qu'Éamon de Valera et le Fianna Fáil soient arrivés au pouvoir et aient forcé l'État à se montrer plus ouvert aux demandes de pension de ceux qui ont combattu du côté anti-traité,.

## Dernières années

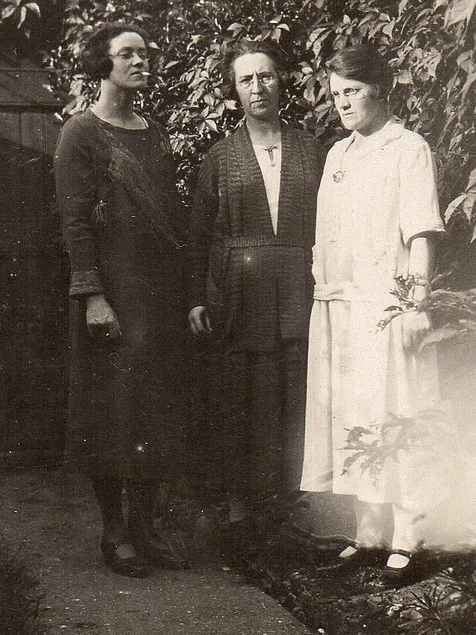
Brigid O'Keeffe, Margaret Skinnider et Nora O'Keeffe en août 1925.

Après sa sortie de prison, elle travaille comme enseignante à l'école primaire Kings Inn Street Sisters of Charity à Dublin jusqu'à sa retraite en 1961. Elle est membre de l'Irish National Teachers' Organisation (en) (INTO) tout au long de sa carrière d'enseignante et en devient la présidente en 1956. Elle lutte également activement pour les droits des femmes, l'interdiction du mariage étant une cible particulière de sa campagne. En 1946, elle rejoint le parti républicain radical Clann na Poblachta, siège à son Ard Comhairle (Comité exécutif national) et se présente comme candidate du parti aux élections locales irlandaises de 1950. En 1954 et 1957, elle est nommée candidate au Panel travailliste du Seanad Éireann, son affiliation à l'INTO étant considérée comme une source de crédibilité pour ce rôle.
En 1960, elle est nommée présidente du Comité consultatif des femmes du Congrès irlandais des syndicats (ICTU) et de 1961 à 1963, elle siège à son conseil exécutif.

## Vie personnelle
Mary McAuliffe, une historienne qui a écrit une biographie de Skinnider après avoir fait des recherches sur sa vie, pense que Skinnider était lesbienne. Sa partenaire est Nora O'Keeffe (en), qu'elle a rencontré en 1917 alors qu'elle était à New York. Tous deux ont été envoyés par Éamon de Valera pour collecter des fonds pour la cause nationaliste. En 1919, les deux vivent ensemble, le restant à Dublin jusqu'à la mort d'O'Keeffe en 1962. Skinnider fait partie des nombreuses lesbiennes qui ont participé à l'insurrection de Pâques 1916, car elle aurait combattu aux côtés de Kathleen Lynn, Madeleine ffrench-Mullen (en), Julia Grenan (en) et Elizabeth O'Farrell (en),,,,. Ces femmes sont présentées, avec Eva Gore-Booth et d'autres, dans un documentaire de TG4 de 2023 sur « les femmes homosexuelles radicales au cœur même de la révolution irlandaise » : Croíthe Radacacha (Cœurs radicaux),.
Elle passe ses dernières années à Glenageary, dans le comté de Dublin. Elle décède le 10 octobre 1971 et est enterrée à côté de Markievicz au cimetière de Glasnevin, à Dublin. Skinnider est seulement la troisième femme à avoir été enterrée dans la zone du « complot républicain » de Glasnevin, Markievicz étant la première et la femme de James Connolly, Lillie, étant la deuxième.